# Pampaszarvas
A pampaszarvas (Ozotoceros bezoarticus) az emlősök (Mammalia) osztályának párosujjú patások (Artiodactyla) rendjébe, ezen belül a szarvasfélék (Cervidae) családjába és az őzformák (Capreolinae) alcsaládjába tartozó faj.
Nemének az egyetlen faja.

## Előfordulása
Dél-Amerikában fordul elő. A következő országokban található meg: Argentína, Bolívia, Brazília, Uruguay és Paraguay.
E területeken, összesen körülbelül 80 ezer példány él; ezeknek a többsége Brazíliában található meg. Mivel vadásszák és elfoglalják az élőhelyét ez a szám évről évre csökken.

## Alfajai
Ennek a szarvasfajnak 3-5 alfaja van:
- Ozotoceros bezoarticus arerunguaensis González, Álvares-Valin & Maldonado, 2002
- Ozotoceros bezoarticus bezoarticus (Linnaeus, 1758)[* 2]
- Ozotoceros bezoarticus celer Cabrera, 1943
- Ozotoceros bezoarticus leucogaster (Goldfuss, 1817)
- Ozotoceros bezoarticus uruguayensis González, Álvares-Valin & Maldonado, 2002

## Képek

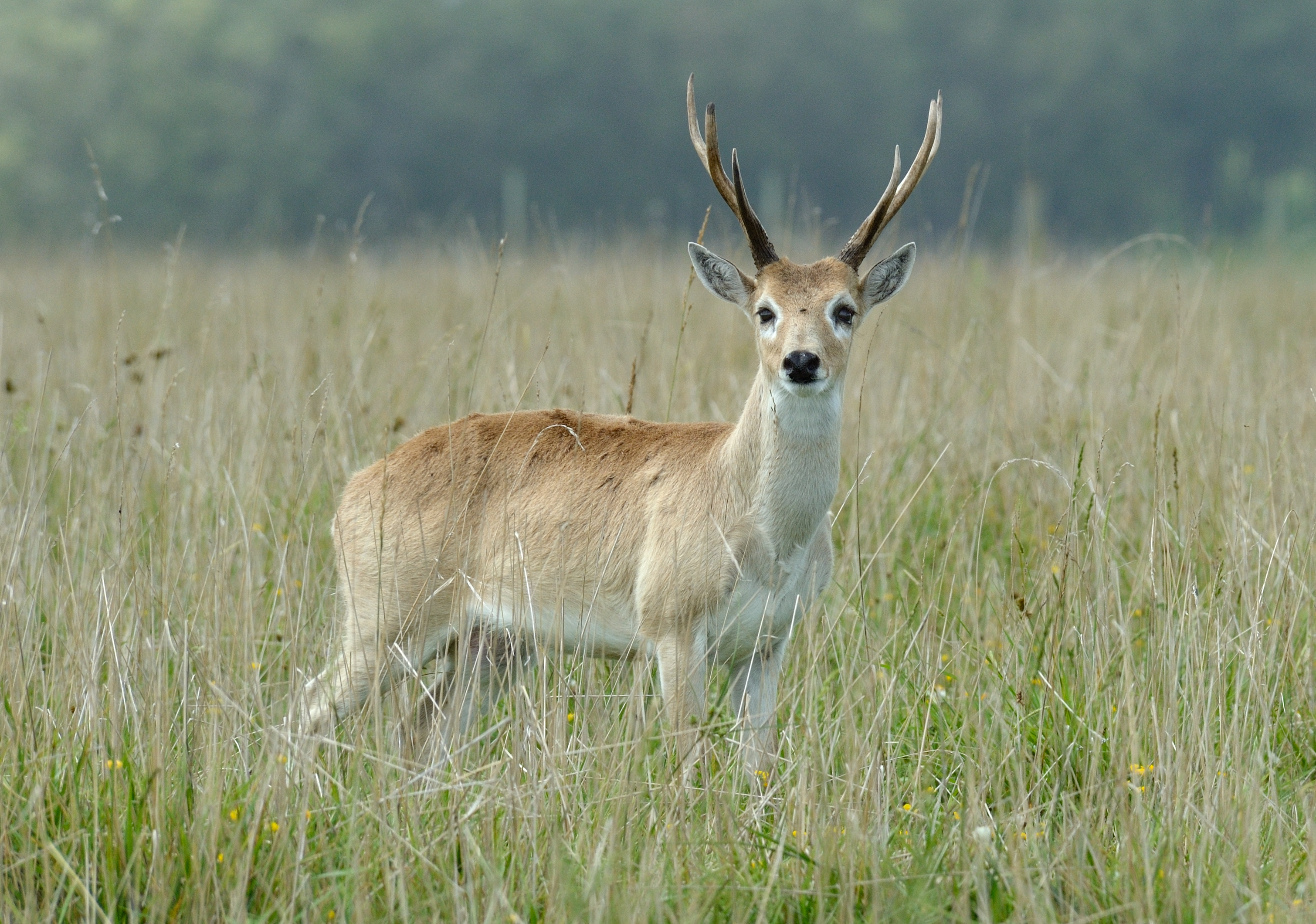
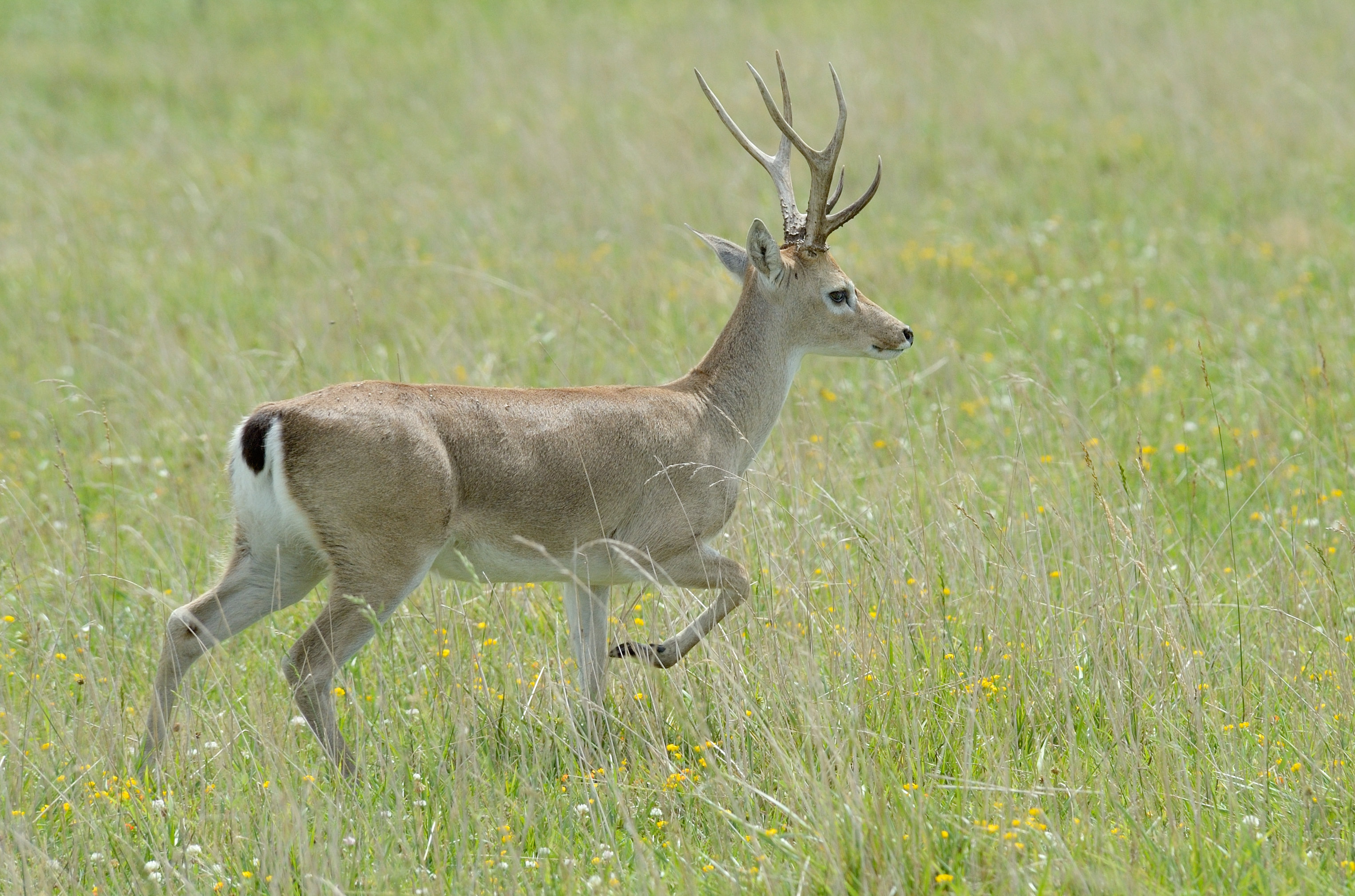
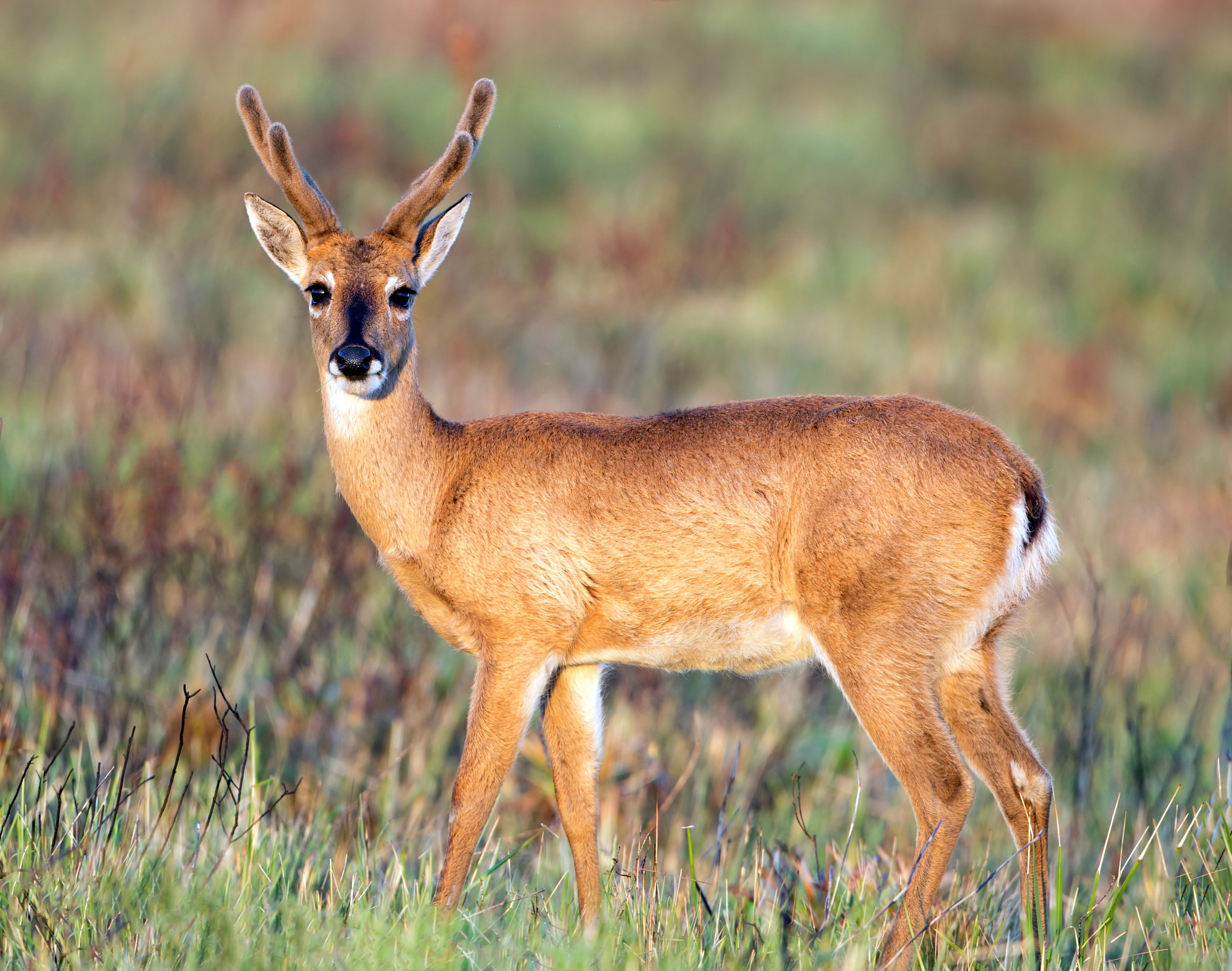
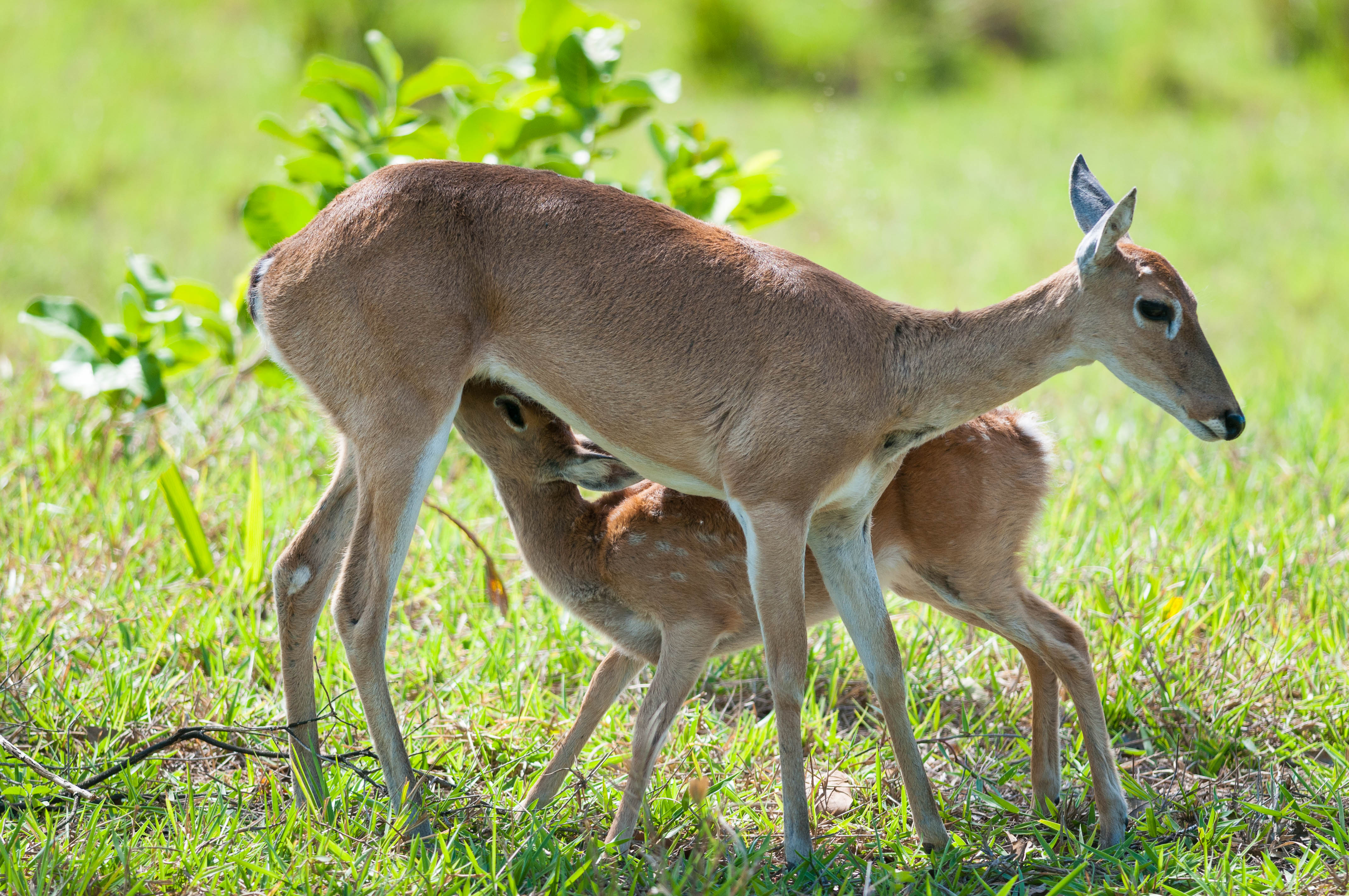
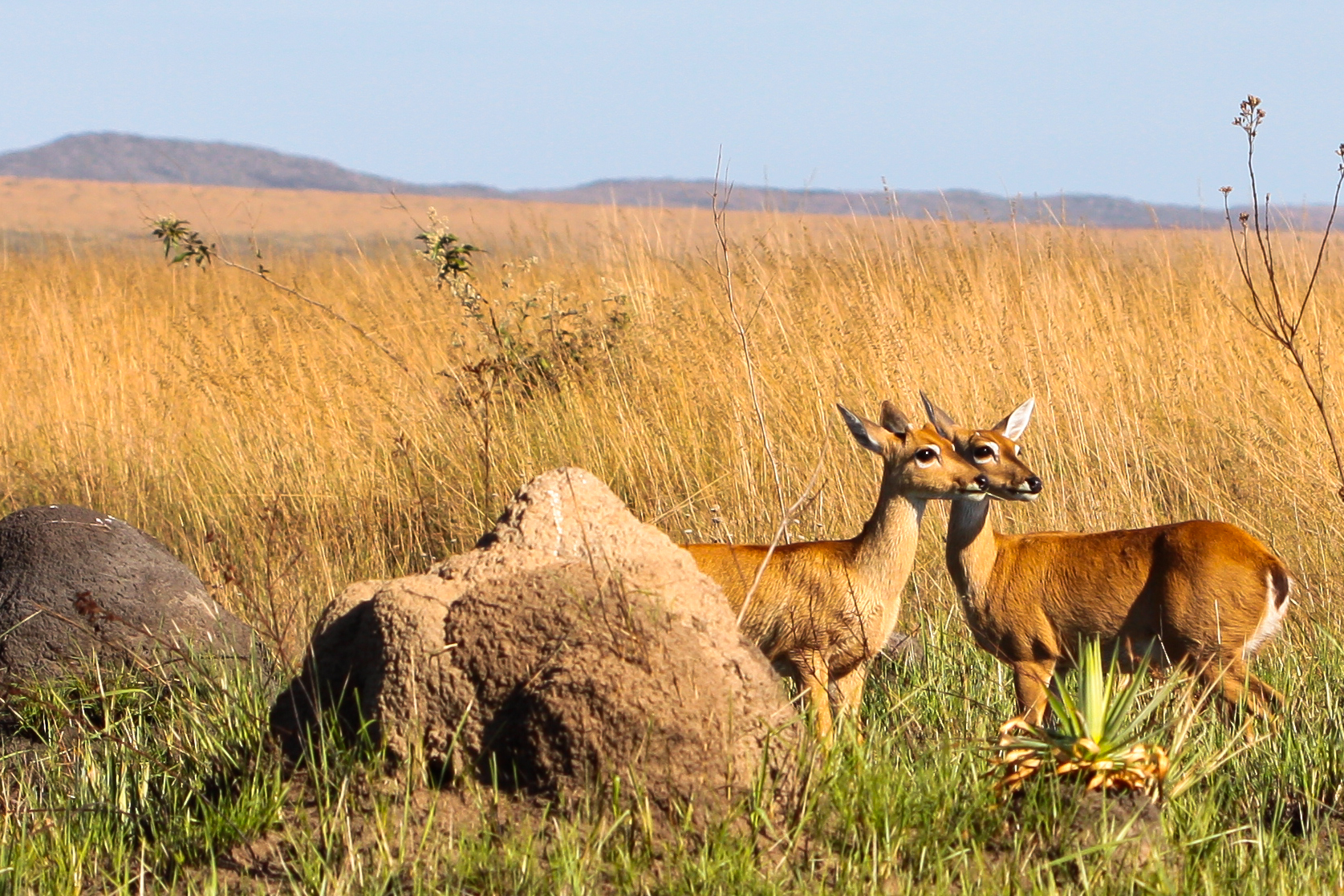

## Megjelenése
Testhossza 110-140 centiméter, marmagassága a sutáknál 60-65 centiméter, míg a baknál 65-70 centiméter. Farokhossza 10-15 centiméter; a farok rövid és bojtszerű. A bak testtömege 24-34 kilogramm, de akár 40 kilogramm is lehet, míg a suta általában 22-29 kilogrammos. Szőrzete sárgás; a hasán és lábainak belső részein világosabb. Az évszakok változásával a bunda színe nem változik. Ajkain és nyakán fehér pontozások, illetve foltozások láthatók. A bak az agancsát augusztusban és szeptemberben hullatja el, és már decemberre újat növeszt.

## Életmódja
Az alföldek füves pusztáit választja élőhelyül. Azokat a helyeket kedveli, ahol füvek magasabbak nála.. Egyaránt bokorevő és legelő állat. Nincs területe vagy párja, bár a bakok között kialakul egy ranglétra. 2-6 fős csordákban járnak. Főleg nappal táplálkozik, de néha éjszaka is tevékeny lehet.
A vadonban körülbelül 12 évig él; a fogságban ennél többet.

## Szaporodása
A pampaszarvas suta az év bármelyik szakaszában világra hozhatja utódát, bár az ellések többsége szeptember és november között történik meg. Amikor eljön az ellés ideje a suta távozik a csordától és néhány napig rejtve tartja gidáját. Az ellést követő 48 órában újból párosodik. A gida kicsi és pettyes; a pettyeket 2 hónaposan veszíti el. 7 hónapos vemhesség után, általában egy 2,2 kilogrammos gida jön világra. Körülbelül 6 hetesen már szilárd táplálékot is fogyaszt és elkezdi az anyját követni. Körülbelül egy évig, azaz míg eléri az ivarérettséget, az anyja mellett marad.

### Fordítás
- Ez a szócikk részben vagy egészben  a   Pampas deer című angol Wikipédia-szócikk ezen változatának fordításán alapul.  Az eredeti cikk szerkesztőit annak laptörténete sorolja fel. Ez a jelzés csupán a megfogalmazás eredetét és a szerzői jogokat jelzi, nem szolgál a cikkben szereplő információk forrásmegjelöléseként.